# Exochus
Exochus ist eine Schlupfwespen-Gattung aus der Unterfamilie der Metopiinae. Sie wurde von dem deutschen Zoologen Carl Gravenhorst im Jahr 1829 eingeführt. Typusart ist Ichneumon gravipes Gravenhorst, 1820.

## Merkmale
Die Schlupfwespen der Gattung Exochus sind meist 5–7 mm lang. Ihr Gesicht ist stark konvex. Der obere Gesichtsrand tritt als dreieckiger Fortsatz zwischen den Fühlerbasen hervor. Die Wangen sind üblicherweise halb so lang wie die basale Breite der Mandibeln. Die Mandibeln sind nicht durch eine Grube vom Gesicht getrennt. Die Mandibeln sind zur Spitze hin verjüngt. Der untere Zahn ist viel kleiner als der obere. Die Vorderflügel sind ohne Areolet (kleine innere Flügelzelle). Die Beine sind kräftig. Die mittleren und hinteren Tibien weisen zwei Sporne auf. Der vordere Sporn ist kürzer als der hintere. Der Ovipositor (Legebohrer) der Weibchen überragt gewöhnlich nicht das Hinterleibsende.

## Verbreitung
Die Gattung Exochus umfasst mit mehr als 280 beschriebenen Arten (Stand 2012) etwa ein Drittel aller Arten der Metopiinae. Es werden immer noch neue Arten beschrieben. Die kosmopolitisch verbreitete Gattung ist in der Holarktis, Afrotropis, Neotropis und Orientalis sowie in Australien vertreten. In Europa kommen laut Fauna Europaea etwa 68 Arten vor, mindestens 37 davon auch in Deutschland. In Nordamerika ist die Gattung mit etwa 50 Arten vertreten. Mit E. consimilis ist die Gattung auch auf Grönland vertreten.

## Lebensweise
Die Vertreter der Gattung Exochus sind solitäre koinobionte Endoparasitoide von Schmetterlingen (Lepidoptera), insbesondere von Arten, deren Raupen in Blattrollen oder -wickeln leben. Zu den Wirtsfamilien gehören Zünsler (Pyralidae) und Wickler (Tortricidae). Die voll entwickelten Schlupfwespen verlassen schließlich ihre Wirtspuppe. Man findet die Schlupfwespen zumeist in Waldgebieten.

## Arten
Im Folgenden die in Deutschland nachgewiesenen Exochus-Arten:
- Exochus albicinctus Holmgren, 1873
- Exochus alpinus (Zetterstedt, 1838)
- Exochus annulitarsis Thomson, 1887
- Exochus carri Schmiedeknecht, 1924
- Exochus citripes Thomson, 1887
- Exochus consimilis Holmgren, 1858
- Exochus coronatus Gravenhorst, 1829
- Exochus erythronotus (Gravenhorst, 1820)
- Exochus fasciatus Strobl, 1903
- Exochus flavifrons Boheman, 1863
- Exochus flavomarginatus Holmgren, 1856
- Exochus fletcheri Bridgman, 1884
- Exochus foveolatus Schmiedeknecht, 1924
- Exochus frontellus Holmgren, 1858
- Exochus gravipes (Gravenhorst, 1820)
- Exochus gravis Gravenhorst, 1829
- Exochus incidens Thomson, 1887
- Exochus lentipes Gravenhorst, 1829
- Exochus lictor Haliday, 1839
- Exochus lineifrons Thomson, 1887
- Exochus marklini Holmgren, 1858
- Exochus mitratus Gravenhorst, 1829
- Exochus morionellus Holmgren, 1858
- Exochus nigripalpis Thomson, 1887
- Exochus notatus Holmgren, 1858
- Exochus pictus Holmgren, 1858
- Exochus prosopius Gravenhorst, 1829
- Exochus quadrimaculatus Schmiedeknecht, 1924
- Exochus semilividus van Vollenhoven, 1875
- Exochus separandus Schmiedeknecht, 1924
- Exochus signatus Habermehl, 1925
- Exochus suborbitalis Schmiedeknecht, 1924
- Exochus tardigradus Gravenhorst, 1829
- Exochus thomsoni Schmiedeknecht, 1924
- Exochus tibialis Holmgren, 1858
- Exochus turgidus Holmgren, 1858
- Exochus vafer Holmgren, 1873

## Bilder

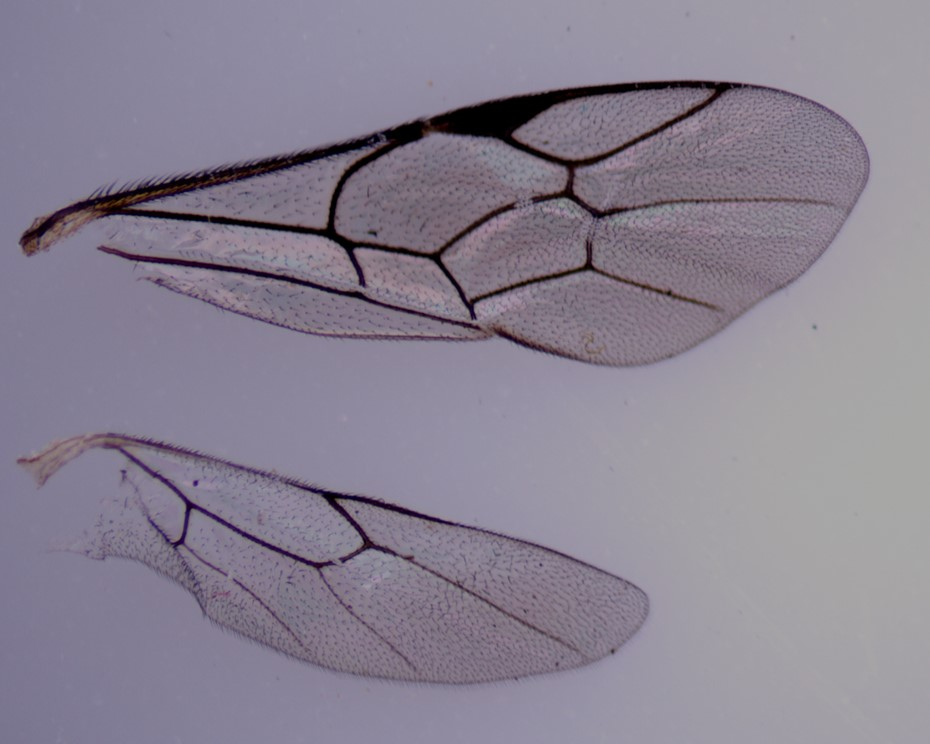
Flügel von Exochus sp.
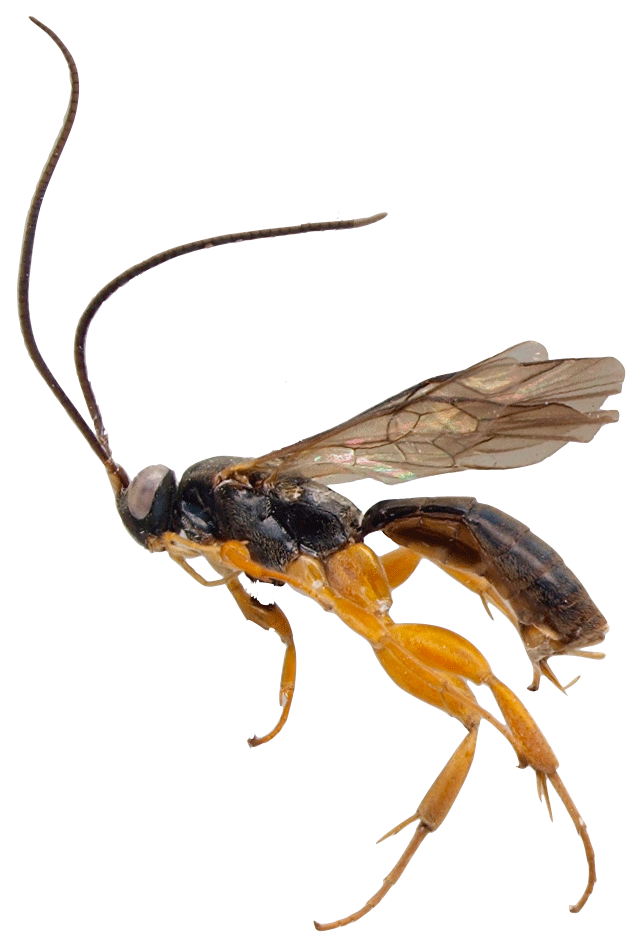
Exochus sp. aus Uganda
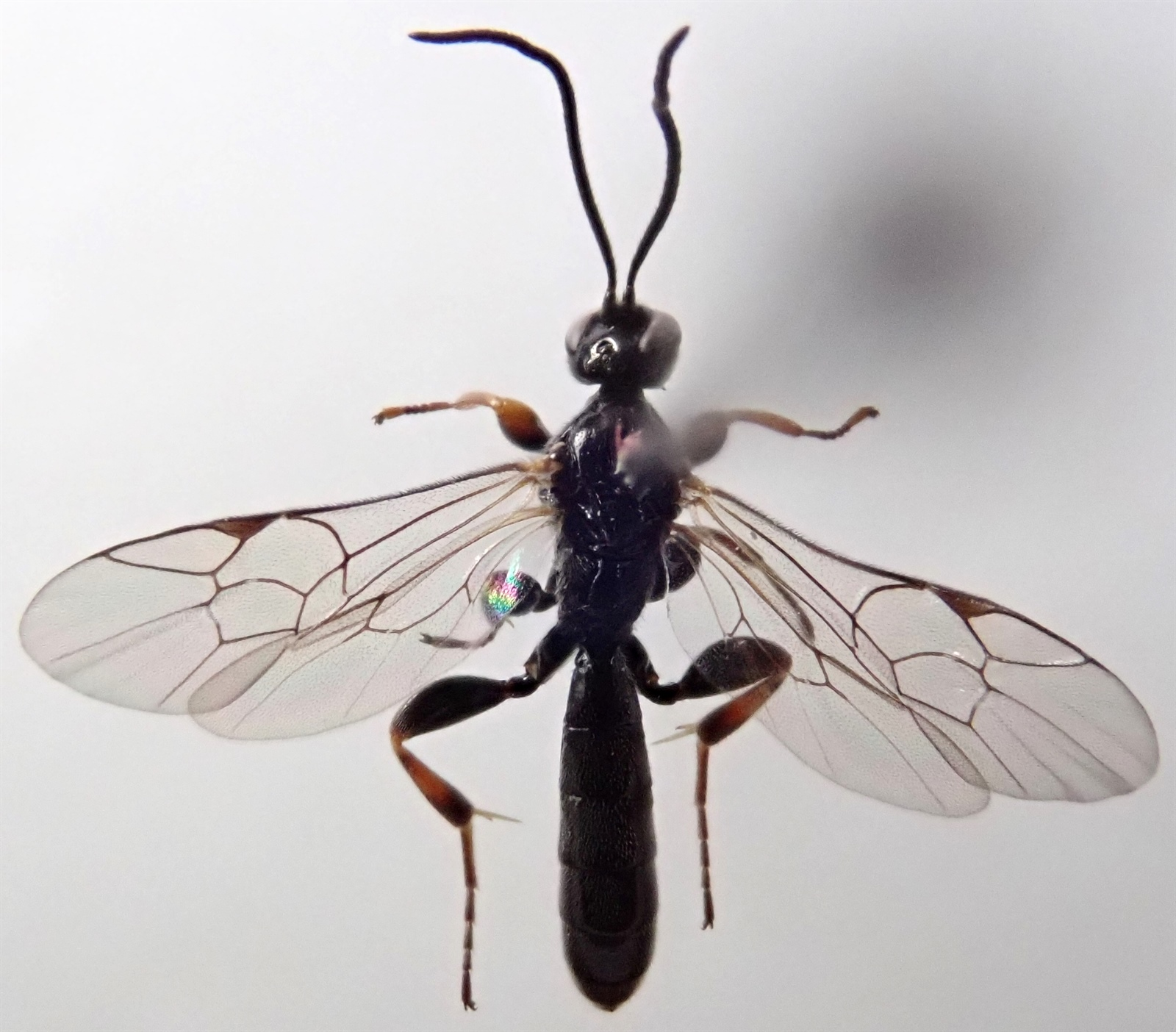
Exochus albicinctus
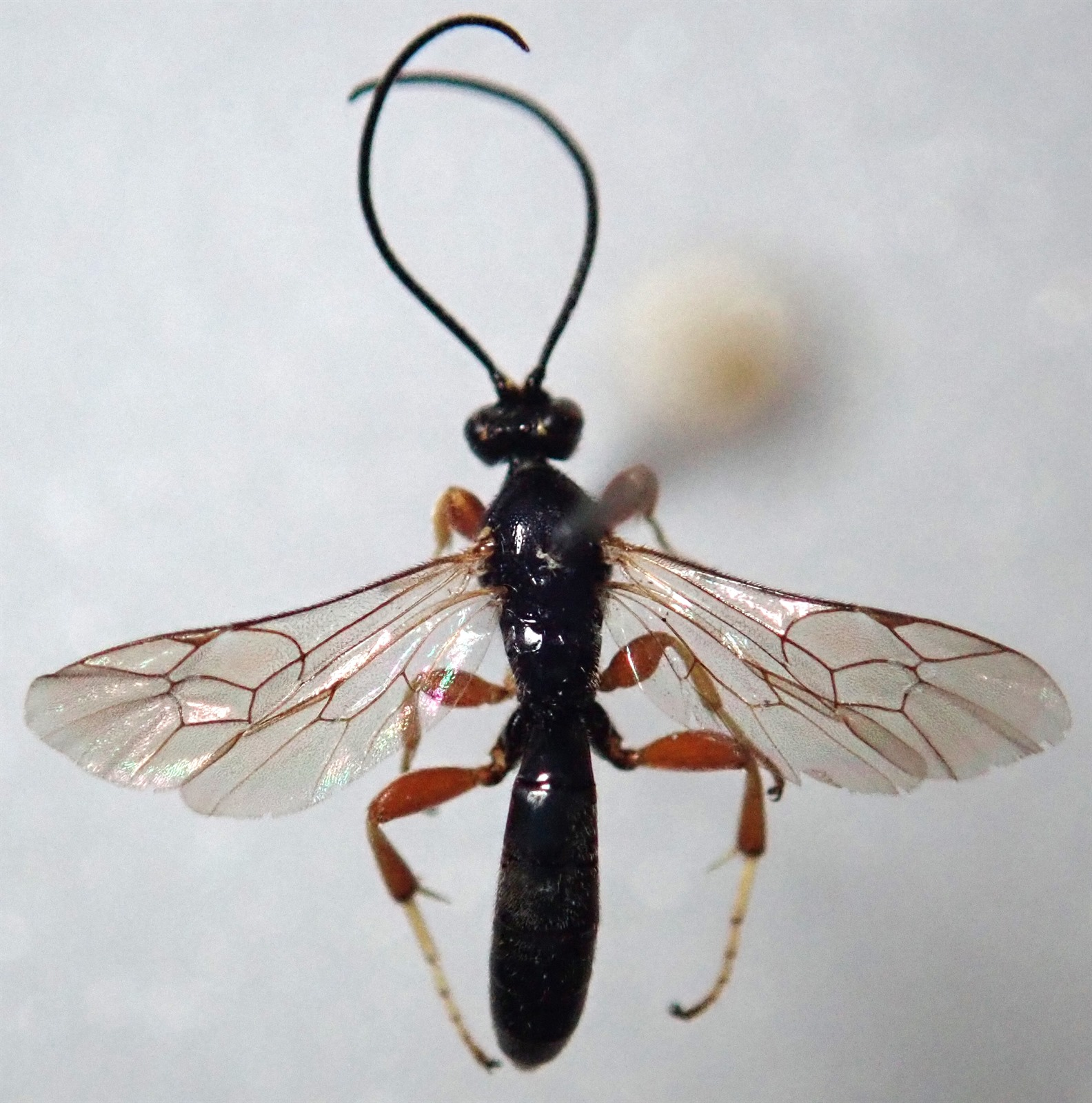
Exochus argutus
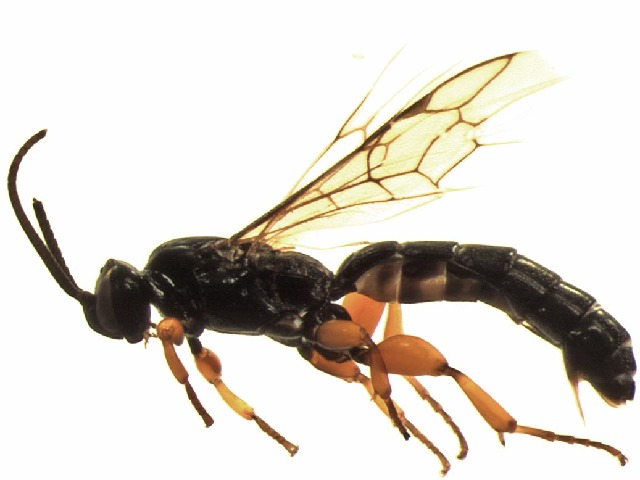
Exochus consimilis
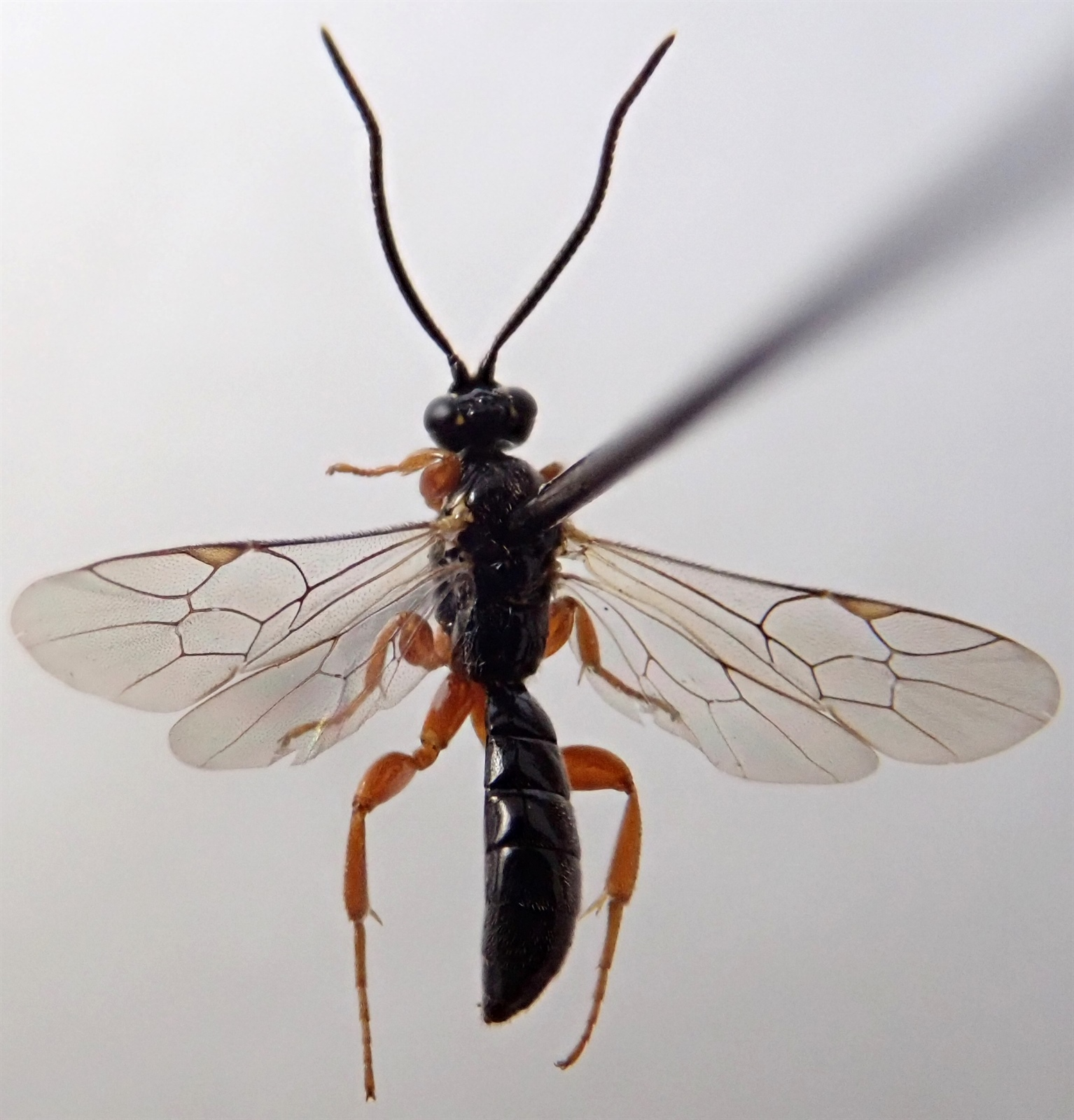
Exochus flavomarginatus
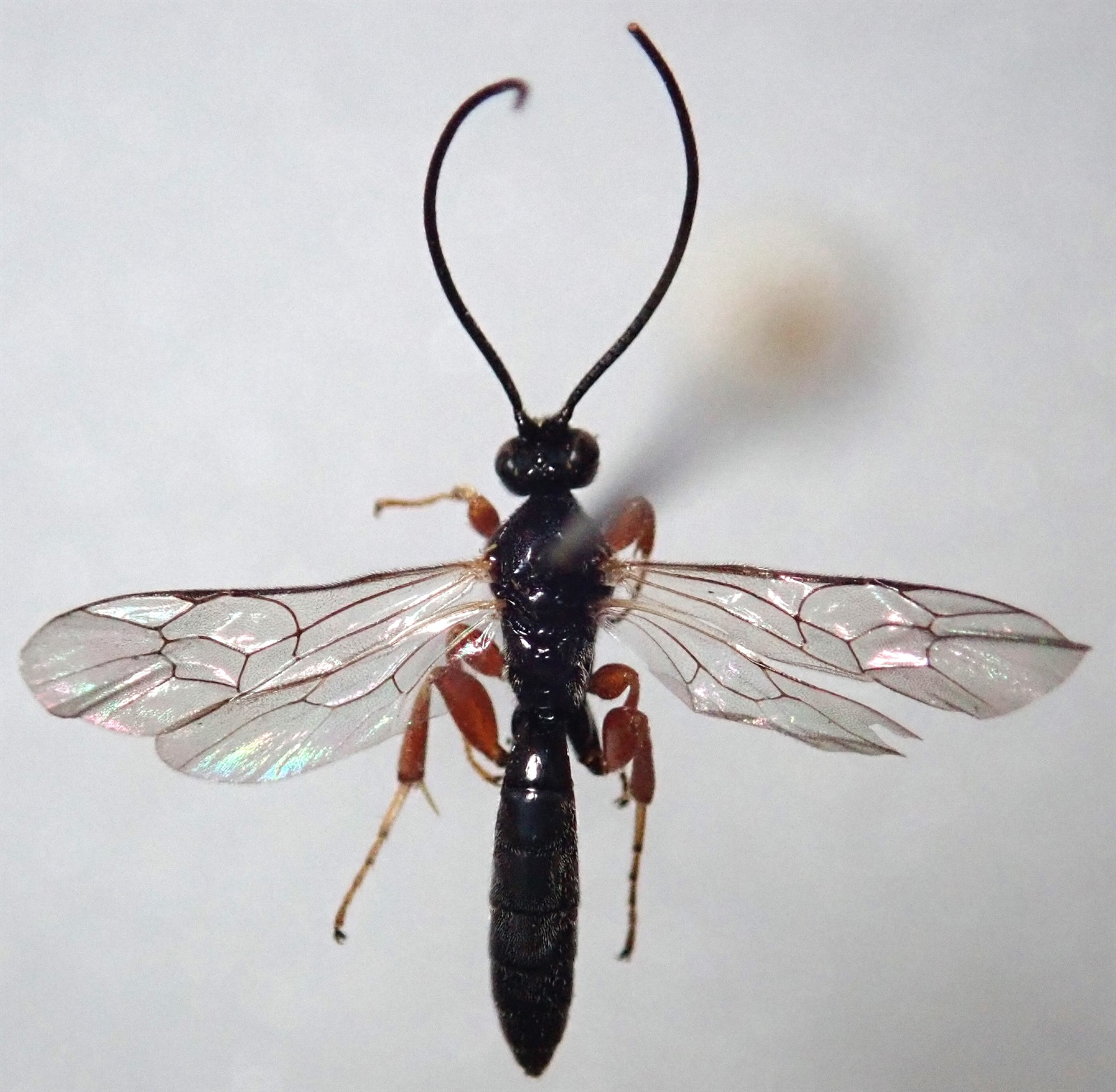
Exochus gravipes